# Ibi
Ibi – miasto w Hiszpanii, we wspólnocie autonomicznej Walencja. W 2008 roku liczyło 24 093 mieszkańców, zaś gęstość zaludnienia wynosiła 385,36 osób/km². Miasto ma powierzchnię 62,52 km².